# To, co w życiu ważne
To, co w życiu ważne – album studyjny polskiego piosenkarza Krzysztofa Krawczyka. Wydawnictwo ukazało się 31 maja 2004 roku nakładem wytwórni muzycznej BMG.
W 2004 roku pochodząca z płyty piosenka „Trudno tak (razem być nam ze sobą)” została wyróżniona nagrodą polskiego przemysłu fonograficznego Fryderykiem w kategorii Piosenka roku. Z kolei sam album był nominowany w kategoriach Album roku-pop i Produkcja Muzyczna Roku.
Nagrania dotarły do 1. miejsca zestawienia OLiS. 26 stycznia 2005 roku płyta uzyskała status platynowej.

## Lista utworów
Opracowano na podstawie materiału źródłowego.
1. „Przytul mnie życie” (gościnnie: Andrzej Piaseczny, Jan Borysewicz)
2. „Czwarta rano”
3. „Lekarze dusz” (gościnnie: Muniek Staszczyk)
4. „Wstyd nie błądzić raz”
5. „Kto odchodzi kradnie sny”
6. „Trudno tak (razem być nam ze sobą)” (gościnnie: Edyta Bartosiewicz)
7. „Z daleka od trosk”
8. „Letni wieczór”
9. „Chciałbym leżeć na trawie”
10. „Deszcz”
11. „Wszystko mam”
12. „To, co w życiu ważne”
13. „Ostatni taniec”